# Dos de Abril (departamento)
Dos de Abril é um departamento da Argentina, localizado na província do Chaco.